# Luci Pinari Natta (mestre de la cavalleria)
Luci Pinari Natta (en llatí: Lucius Pinarius Natta) va ser un militar romà que va viure al segle iv aC. Formava part de la gens Pinària, una molt antiga gens romana, i portava el cognomen Natta.
Va ser magister equitum del dictador Luci Manli Capitolí l'any 363 aC. Després va ser pretor el 349 aC. Titus Livi no dona el seu cognomen, però aquest apareix als Fasti.